# Marcus Gilbert
Marcus Gilbert est un acteur britannique, né le 29 juillet 1958.

## Biographie
Marcus Gilbert est diplômé de la (en) Mountview Academy of Theatre Arts à Londres.
Il a créé sa propre maison de production, Touch the Sky Productions, qui produit des documentaires de voyages et d'aventures. En 2005, il gravit le Kilimandjaro avec un cadreur. Il a en projet d'autres ascensions dans la cordillère des Andes.

## Filmographie

### Cinéma
- 1986 : Biggles (Biggles: Adventures in Time) de John Hough : Eric Von Stalhein
- 1988 : Rambo 3 (Rambo III) de Peter MacDonald : Tomask
- 1990 : Legacy de Kieth Merrill : David Walker
- 1992 : Evil Dead 3 (Army of Darkness) de Sam Raimi : Lord Arthur

### Télévision

#### Série télévisée
- 1984 : Master of the Game : Rory McKenna
- 1987 : The Dark Angel (mini-série) : John
- 1989 : Doctor Who : Épisode « Battlefield » : Ancelyn
- 1993 : Riders : Rupert Campbell-Black

#### Téléfilm
- 1983 : The Weather in the Streets de Gavin Millar : Kurt
- 1984 : Les Masques de la mort (The Masks of Death) de Roy Ward Baker : Anton Von Felseck
- 1986 : The Pyrates d'Andrew Gosling : Capitaine Ben Avery
- 1987 : Les Hasards de l'amour (A Hazard of Hearts) de John Hough : Lord Justin Vulcan
- 1989 : Chameleons de Glen A. Larson : Ryan
- 1990 : Blood Royal: William the Conqueror de Peter Jefferies : Waltheof
- 1990 : A Ghost in Monte Carlo de John Hough : Lord Robert Stanford
- 1994 : Woman of the Wolf de Greta Schiller : The Man